# Rafael María López Melús
Rafael María López Melús (Viver de la Sierra, Zaragoza, 21 de febrero de 1928) es un sacerdote carmelita calzado, hagiógrafo, escritor y cronista español, que fue además de Asistente General de la Orden (1965-1971). Fue el fundador de la Librería CESCA (Centro de Espiritualidad Carmelitana) y del Apostolado Mariano Carmelita (AMACAR).

## Biografía
Nacido en el seno de una familia cristiana, fue el quinto de ocho hermanos, entre los cuales había también otros tres sacerdotes: Francisco María, canónigo del Pilar y La Seo, biblista y guía de peregrinos a Tierra Santa; Octavio, sacerdote delegado de ecumenismo de la diócesis de Zaragoza; y Justo, que pertenecía a la Hermandad de Sacerdotes Operarios Diocesanos y con 72 años marchó voluntario a México, a la parroquia de San José de Gracia, en la diócesis de Querétaro, donde aún permaneció 15 años.
Rafael fue bautizado con el nombre de Amador, por el párroco de su pueblo, Moisés Soria. Siguiendo el ejemplo de sus tres hermanos, y por su propia vocación, decide ser sacerdote carmelita, imponiéndose el hábito de mariano el 11 de octubre de 1942, y el 7 de septiembre de 1945, vistió el hábito de novicio en Onda, y cambió su nombre por el de Rafael María, siendo sus superiores Jacinto Martínez, y Simón García, emitiendo sus primeros votos religiosos el 8 de septiembre de 1946.

### Primera estancia en Roma
Tras estudiar tres años, obtiene el Bachillerato en Filosofía en la Pontificia Universidad Gregoriana en Roma, cursando posteriormente cuatro años de Teología en el Colegio Internacional San Alberto de Roma, y obteniendo el Lectorado de la Orden del Carmen, con la tesina “Escuela de perfección”.

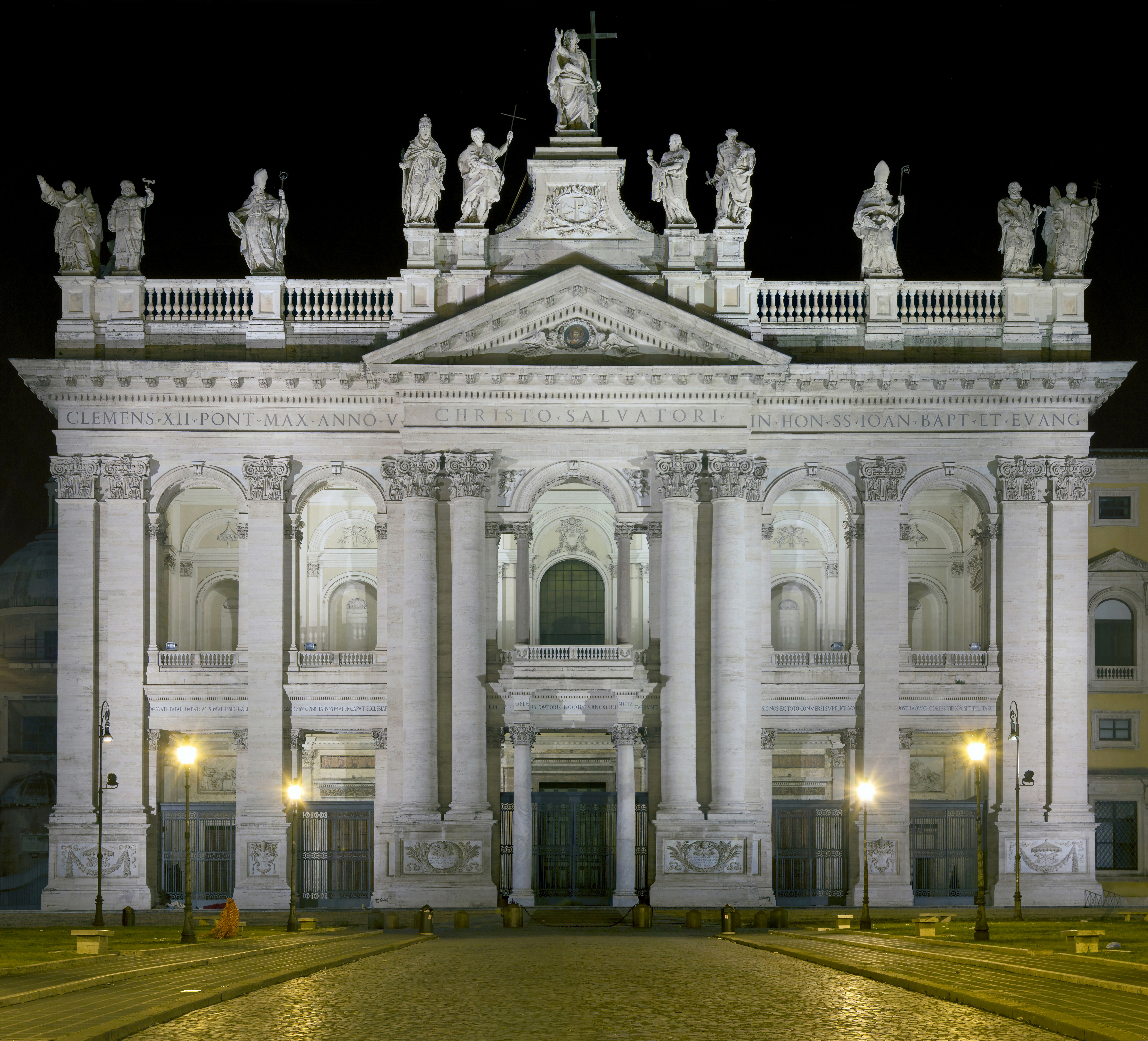
San Juan de Letrán

Profesa el 30 de octubre de 1949, festividad de Cristo Rey, en Roma, recibiendo la tonsura en San Giacomo degli Spagnoli en 1951. Al año siguiente fue nombrado subdiácono también en la basílica de los Santos Apóstoles de Roma. El 6 de julio de 1952 se ordena sacerdote en la Capilla del Seminario Romano de San Juan de Letrán de manos de monseñor Luis Traglia, celebrando al día siguiente su Primera Misa en el Altar de los Papas de las Catacumbas de San Calixto en Roma, recibiéndole posteriormente el Papa Pío XII, y emitiendo por Radio Vaticano un mensaje a sus familiares y allegados relatando la buena noticia, y las oraciones y bendiciones para todos ellos.

### Regreso a España
A partir de 1953, fue nombrado rector en Villarreal, profesor de Teología en Onda, y Definidor y Regente de Estudios entre otras cosas. 

### Hispanoamérica
Al finalizar este primer periodo, funda la parroquia de San Pío X, en la República Dominicana, y da ejercicios, y predica en Puerto Rico. Al año siguiente, en 1954, es nombrado Asistente Provincial y Director TOC y Subprior de Santa María del Monte Carmelo en la calle Ayala de Madrid para publicar, con ocasión de las bodas de oro de la parroquia, un libro sobre la historia de la misma.

### Segunda estancia en Roma
En 1964 marcha a Roma para sustituir al padre Xiberta, gravemente enfermo, siendo elegido al año siguiente “Asistente General de habla española y portuguesa”. Visita muchas partes del mundo, como Postulador General, director general de las Religiosas, y publicaciones, y CITOC, entre otros cargos.
Obtiene durante dicho periodo la Licenciatura en Teología en la Universidad de Santo Tomás Angelicum presentando la tesina “Devoción a María en el Carmelo”.

### Regreso definitivo a España
En 1971 vuelve a España, siendo nombrado Director del Colegio Mayor Universitario Virgen del Carmen de Zaragoza. 

#### Fundación de CESCA (1976-1981)
Al año siguiente, y durante nueve años ejerce como párroco y Prior de Caudete (Albacete). En noviembre de 1976 fundará aquí la Editorial y Librería CESCA (acrónimo de Centro de Espiritualidad Carmelitana), con la finalidad de fomentar todo cuanto se refería a la Orden del Carmen, para que sus valores no decaigan, publicando durante sus 5 años de existencia, 50 libros o folletos y una gran cantidad de hojas volanderas, estampas, entre otras publicaciones.
En 1981 y durante seis años ejerce como párroco en Onda, y Ecónomo de la Comunidad además de ejercer como cura encargado de Torralba del Pinar durante tres años.

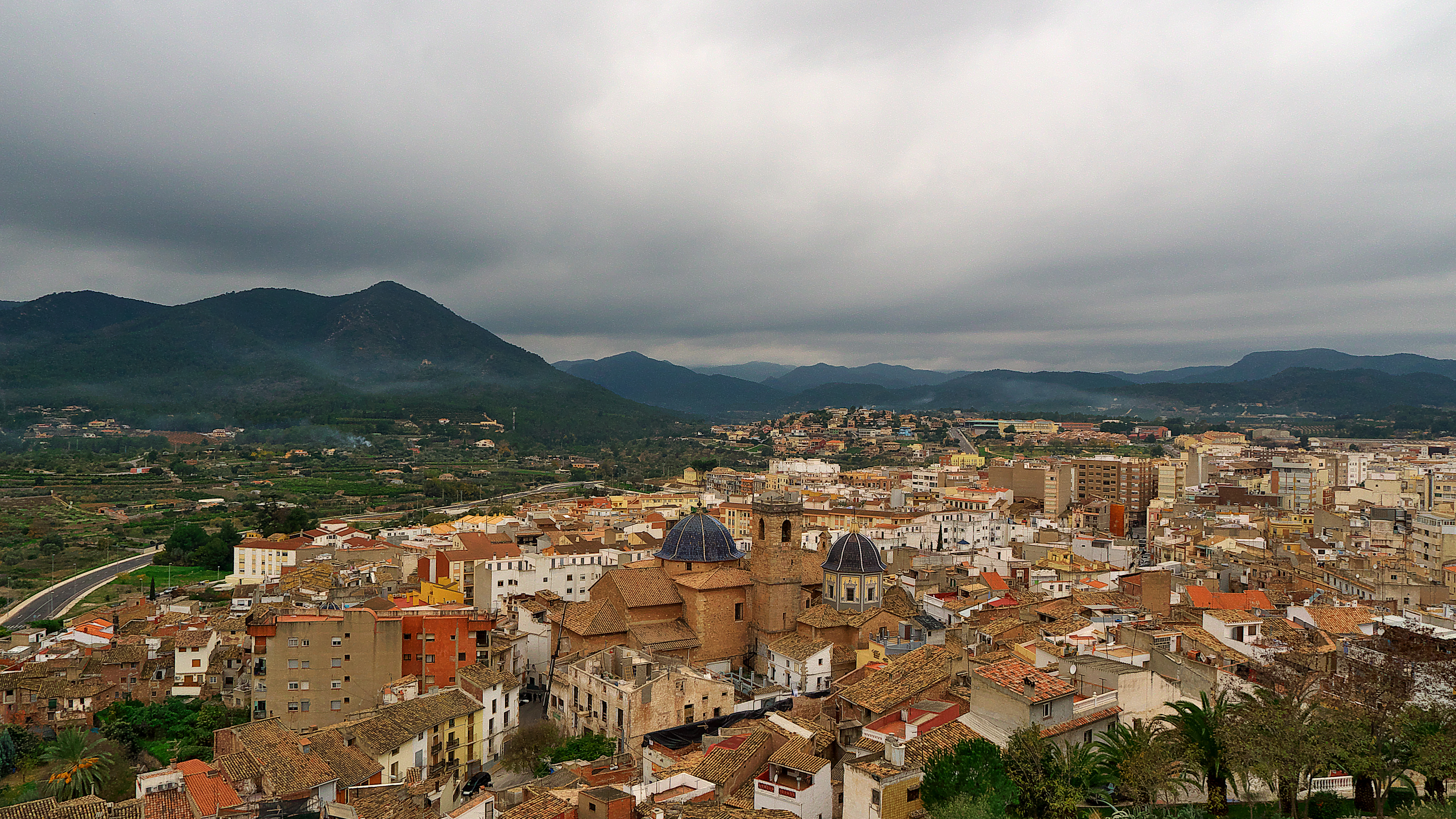
Panorámica de Onda, Castellón de la Plana

#### Fundación de AMACAR
En 1984 funda AMACAR (Apostolado Mariano Carmelita) atendiendo a la falta de material carmelitano y como una especie de continuación de CESCA, con publicaciones, venta de artículos religiosos, y la composición y difusión de los afamados Calendario Carmelitano y Calendario de la Virgen del Carmen.
Al terminar su anterior cargo como párroco de Onda, y durante once años, es nombrado Prior de El Carmen de Onda, y Director de la Casa de Espiritualidad y Ecónomo de ambas entidades, restaurando y embelleciéndolas notablemente.
Desde 1981 siguió dando clases en los Colegios Virgen del Carmen y Baltasar Rull.
El 8 de septiembre de 1996 celebró sus Bodas de Oro de Profesión Religiosa en el Carmelo en el Carmen de Onda, en compañía de sus cuatro compañeros religiosos.

## Premios y reconocimientos
Tiene cuatro premios:
- En 1959, de parte de los Hermanos de La Salle, por un trabajo sobre el Oficio Divino.
- En 1969, de parte del Ministerio de la Marina, y de manos del Almirante Carrero Blanco, por su obra, “María, Patrona de la Marina”.
- En 1975, de parte de la Revista Nacional “Policía Municipal” por un trabajo sobre Caudete.
- En 1997, en Villarreal (Castellón) Primer Premio en prosa sobre el tema “Devoción a la Virgen María en la familia”.

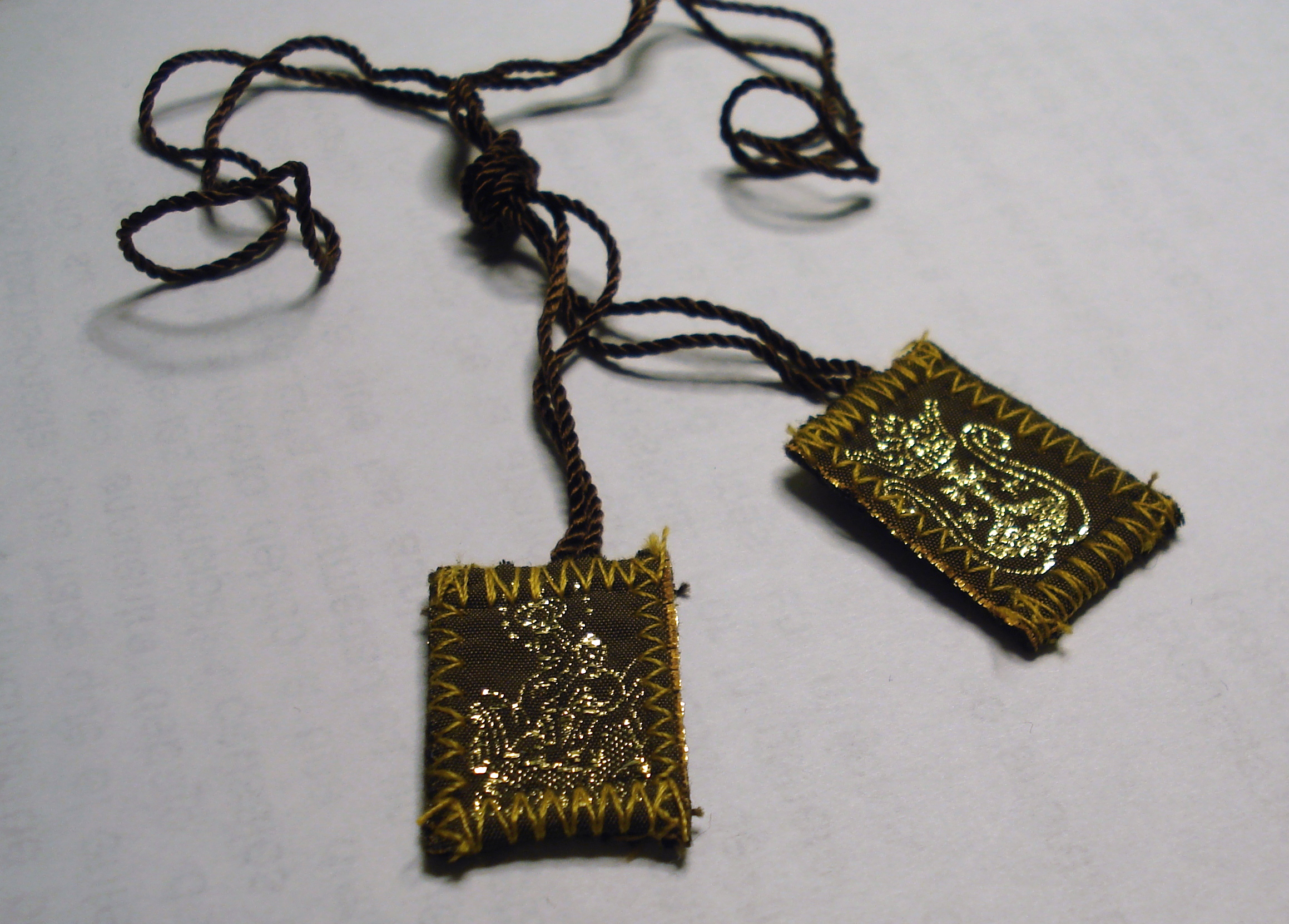
Escapulario de la Virgen del Carmen

## Obras
Con gran capacidad escritora publica varios libros y colaboraciones en revistas con variados artículos. Desde 1957 ha publicado más de 277 libros y folletos, centrándose principalmente en temas como Mariología (37), Carmelo y Escapulario (30), Espiritualidad (12), Liturgia (12), Historia (17) y Biografías (102).
De tan extensa obra destacar algunas publicaciones como:
- El Padre Xiberta, Villarreal, 1962. Breve biografía sobre el carmelita Bartolomé Xiberta.
- El padre Anselmo, Caudete, Albacete, 1979. Biografía sobre el padre Anselmo Coyné Buyl (1901-1979)[4] fundador del Museo de Ciencias Naturales de Onda en 1965.[5]
- Los Santos carmelitas, AMACAR, 1989, ISBN 84-404-5346-9.
- El periodista santo, Onda, AMACAR, 1985, ISBN 84-398-4783-1.
- El escapulario de la Virgen del Carmen, 1990, Ed. Palabra, ISBN 84-7118-688-8.
- El escudo del Carmelo en Cien siglos del Carmelo Biblitano, Onda, AMACAR, 1998. Estudio heráldico sobre el escudo de la orden.
- Carmelitas que dejaron huella, Onda, AMACAR,  2003. Trabajo que reúne las biografías de carmelitas como Enrique Esteve Francisco,[6] Pablo Ezquerra,[7] o Eliseo García.[8]
- El Carmen en Valencia, Onda, AMACAR, 2004. Estudio riguroso de los 700 años, en dos etapas, de la historia del Carmelo valenciano.[9]
- Vida de la Virgen María, EDIBESA, 2013.[10]